# موتا كاماسترا
موتا كاماسترا (بالإيطالية: Motta Camastra)‏ هي بلدية في مقاطعة ميسينا في صقلية الإيطالية.

## السكان
في سنة 1861 بلغ عدد السكان 1٬611 نسمة، وتطور العدد ليصل في سنة 2011 لـ 882 نسمة.
يظهر هذا المخطط البياني تطور النمو السكاني لـ موتا كاماسترا